# المعاهد الهندية للتكنولوجيا
المعاهد الهندية للتكنولوجيا (بالإنجليزية: Indian Institutes Of Technology)‏ مجموعة من 23 معهداً مستقلاً في مجالي الهندسة والتكنولوجيا للتعليم العالي في الهند، قام بإنشائها البرلمان الهندي ودخلت ضمن قائمة المؤسسات ذات الأهمية الوطنية في البلاد. وقد جاء قرار إنشاء هذه المعاهد الخمسة عشر بهدف تدريب العلماء والمهندسين ضمن خطة شاملة لتطوير القوة العاملة ودعم التنمية الاقتصادية والاجتماعية في الهند بعد استقلالها عام 1947.

## أماكن المعاهد
وتقع هذه المعاهد على الترتيب حسب تاريخ الإنشاء في كاراجبور (عام 1950 و1951 كأحد المعاهد الهندية للتكنولوجيا) ومومباي (1958), وشيناي (1959), وكانبور (1959), ودلهي (1961, و1963 كأحد المعاهد الهندية للتكنولوجيا، وجواهاتي (1994), وروركي (1874, و2001 كأحد المعاهد الهندية للتكنولوجيا), وبوبانيسوار (2008), وجانديناجار (2008), وحيدرأباد (2008), وباتنا (2008), والبنجاب (2008), وراجستان (2008). وقد أعلنت الحكومة الهندية أنها بصدد إنشاء ثلاثة معاهد أخرى للتكنولوجيا في مناطق أخرى من الهند وهي إندور وماندي وفاراناسي.

### قائمة المعاهد
| #  | اسم المعهد                                  | التأسيس | بداية العمل | المساحة                | المنطقة/الولاية |
| -- | ------------------------------------------- | ------- | ----------- | ---------------------- | --------------- |
| 1  | المعهد الهندي للتكنولوجيا في كاراجبور       | 1951    |             | 850 ها (2,100 أكر)     | البنغال الغربية |
| 2  | المعهد الهندي للتكنولوجيا Bombay            | 1958    |             | 220 ها (550 أكر)       | ماهاراشترا      |
| 3  | المعهد الهندي للتكنولوجيا Madras            | 1959    |             | 250 ها (617 أكر)       | تاميل نادو      |
| 4  | المعهد الهندي للتكنولوجيا Kanpur            | 1959    |             | 450 ها (1,100 أكر)     | أتر برديش       |
| 5  | المعهد الهندي للتقنية في دلهي ‏              | 1961    |             | 132 ها (325 أكر)       | دلهي            |
| 6  | المعهد الهندي للتكنولوجيا Guwahati          | 1994    |             | 280 ها (700 أكر)       | آسام            |
| 7  | المعهد الهندية للتكنولوجيا Roorkee          | 1847    | 2001        | 148 ها (365 أكر)       | أوتاراخند       |
| 8  | المعهد الهندية للتكنولوجيا Ropar            | 2008    |             | 203 ها (501 أكر)       | بنجاب           |
| 9  | المعهد الهندي للتكنولوجيا Bhubaneswar       | 2008    |             | 379 ها (936 أكر)       | أوديشا          |
| 10 | المعهد الهندي للتكنولوجيا Gandhinagar       | 2008    |             | 160 ها (400 أكر)       | كجرات           |
| 11 | المعهد الهندي للتكنولوجيا Hyderabad         | 2008    |             | 233 ها (576 أكر)       | تيلانغانا       |
| 12 | المعهد الهندي للتكنولوجيا Jodhpur           | 2008    |             | 345 ها (852 أكر)       | راجستان         |
| 13 | المعهد الهندي للتكنولوجيا Patna             | 2008    |             | 203 ها (501 أكر)       | بهار            |
| 14 | المعهد الهندي للتكنولوجيا Indore            | 2009    |             | 208 ها (515 أكر)       | ماديا براديش    |
| 15 | المعهد الهندي للتكنولوجيا Mandi             | 2009    |             | 218 ها (538 أكر)       | هيماجل برديش    |
| 16 | المعهد الهندي للتكنولوجيا في فاراناسي (BHU) | 1919    | 2012        | 530 ها (1,300 أكر)     | أتر برديش       |
| 17 | المعهد الهندي للتكنولوجيا في بلكاد          | 2015    | 2015        | 204 ها (505 أكر)       | كيرلا           |
| 18 | المعهد الهندي للتكنولوجيا Tirupati          | 2015    |             | 221.81 ها (548.11 أكر) | أندرا برديش     |
| 19 | المعهد الهندي للتكنولوجيا (ISM) Dhanbad     | 1926    | 2016        | 280 ها (680 أكر)       | جهارخاند        |
| 20 | المعهد الهندي للتكنولوجيا Bhilai            | 2016    | 2016        | 175 ها (432 أكر)       | تشاتيسغار       |
| 21 | المعهد الهندي للتكنولوجيا جوا               | 2016    | 2016        | 130 ها (320 أكر)       | غوا             |
| 22 | المعهد الهندي للتكنولوجيا جامو              | 2016    | 2016        | 160 ها (400 أكر)       | جامو وكشمير     |
| 23 | المعهد الهندي للتكنولوجيا في دهارواد        | 2016    | 2016        | 190 ها (470 أكر)       | كارناتاكا       |

## تاريخ تأسيس المعاهد
يعود تاريخ نظام المعاهد الهندية للتكنولوجيا تقريبًا إلى عام 1946 عندما أنشأ السير Jogendra Singh من المجلس التنفيذي لنائب الملك لجنة كانت مهمتها النظر في إنشاء مؤسسات فنية عليا للتنمية الصناعية في الهند بعد الحرب. أوصت اللجنة المكونة من 22 عضوًا، برئاسة ناليني رانجان ساركار، بإنشاء هذه المؤسسات في أجزاء مختلفة من الهند، على غرار معهد ماساتشوستس للتكنولوجيا، مع مؤسسات ثانوية تابعة.

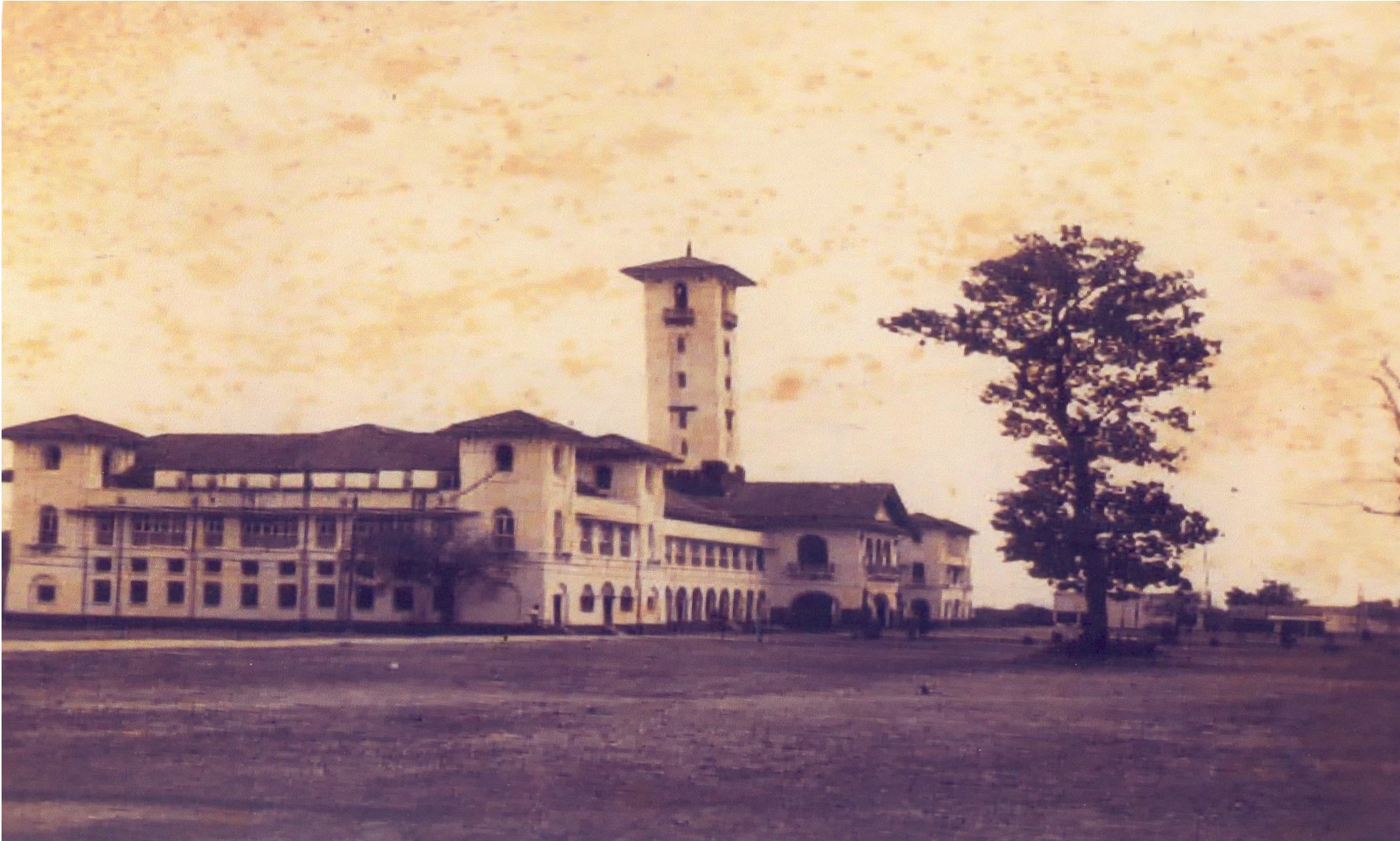
كان مكتب معتقل هجلي بمثابة أول مبنى أكاديمي في المعهد الهندي للتكنولوجيا في كاراجبور

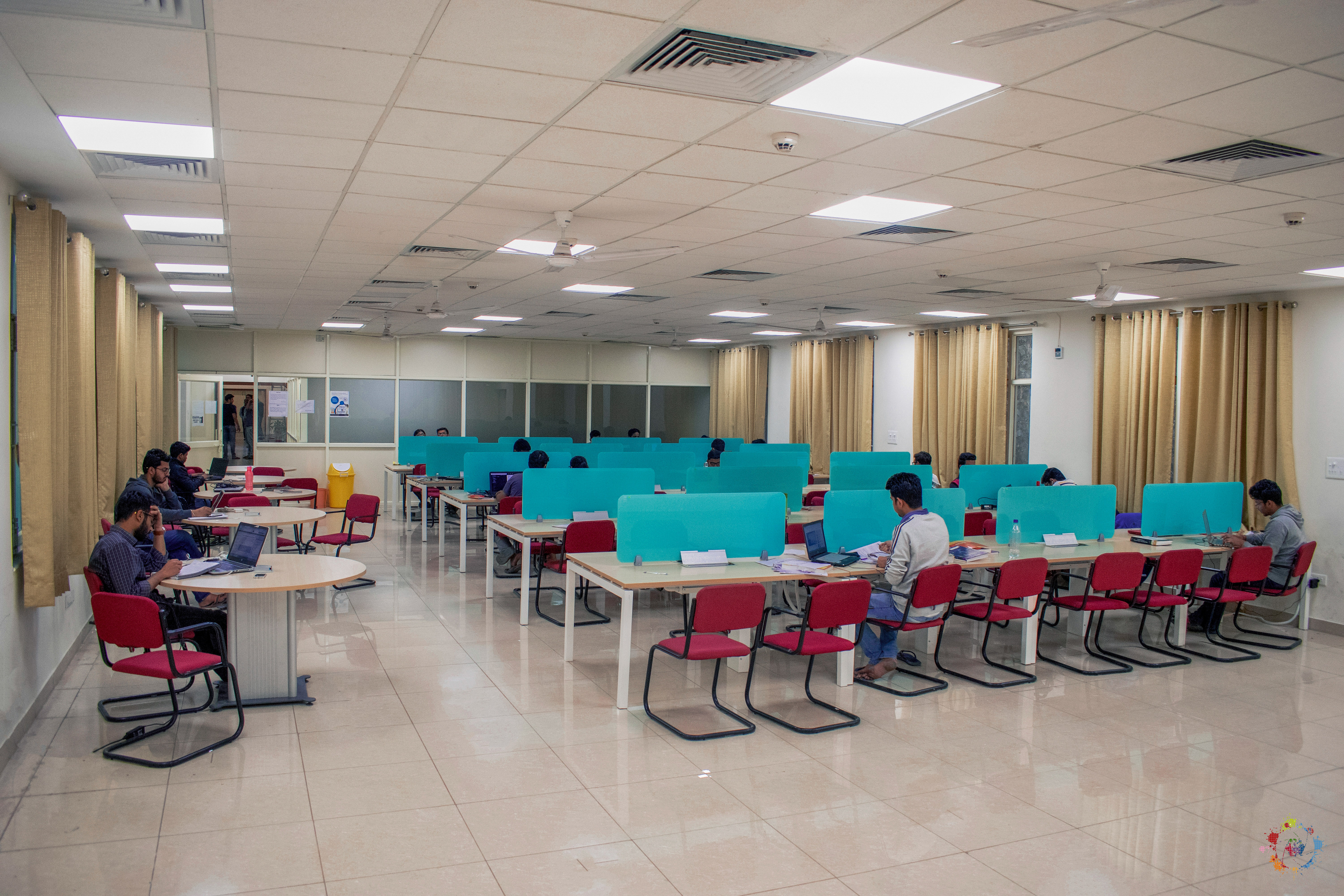
Library at المعاهد الهندية للتكنولوجيا BHU

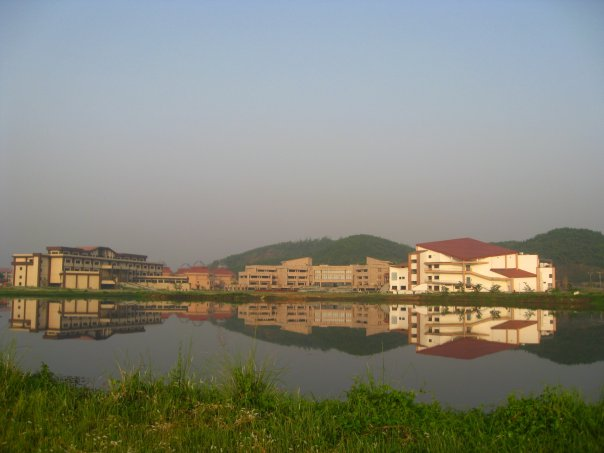
المعاهد الهندية للتكنولوجيا Guwahati, بدأ عام 1994

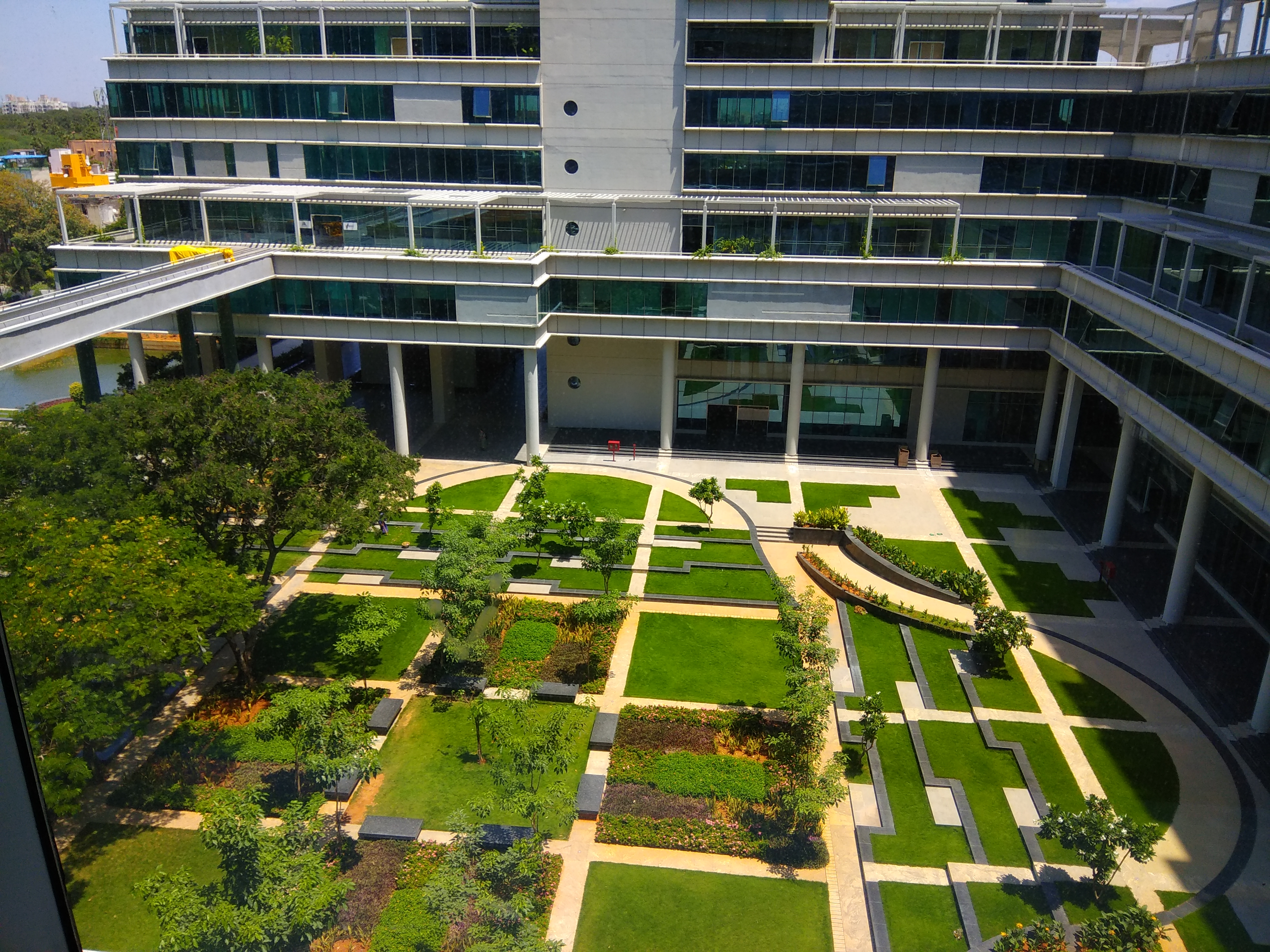
المعاهد الهندية للتكنولوجيا Madras Research Park at Chennai

تأسس أول معهد هندي للتكنولوجيا في مايو 1950 في موقع معتقل هجلي في كراجبور، غرب البنغال. تم اعتماد اسم «المعهد الهندي للتكنولوجيا» قبل الافتتاح الرسمي للمعهد في 18 أغسطس 1951 على يد أبو الكلام آزاد. في 15 سبتمبر 1956، أقر البرلمان الهندي قانون المعهد الهندي للتكنولوجيا (كراجبور)، معلنا أنه معهد ذو أهمية وطنية. قال جواهر لال نهرو، أول رئيس وزراء للهند، في خطاب الدعوة الأول لـ المعاهد الهندية للتكنولوجيا كراجبور في عام 1956:
| المعاهد الهندية للتكنولوجيا | هنا في مكان معسكر الاعتقال هجلي هذا يقف النصب التذكاري الرائع للهند ، والذي يمثل حوافز الهند ، ومستقبل الهند في طور التكوين. تبدو هذه الصورة بالنسبة لي رمزية للتغييرات القادمة على الهند. Here in the place of that Hijli Detention Camp stands the fine monument of India, representing India's urges, India's future in the making. This picture seems to me symbolical of the changes that are coming to India. | المعاهد الهندية للتكنولوجيا |

بناءً على توصيات لجنة ساركار، تم إنشاء أربعة فروع جامعية في بومباي (1958) تشيناي (1959) وكانبور (1959) ودلهي (1961). تم اختيار مواقع هذه الجامعات لتنتشر في جميع أنحاء الهند لمنع اختلال التوازن الإقليمي. تم تعديل قانون معاهد التكنولوجيا الهندية ليعكس إضافة معاهد تكنولوجية جديدة. أدت التحركات الطلابية في ولاية آسام إلى جعل رئيس الوزراء راجيف غاندي يعد بإنشاء معهد المعاهد الهندية للتكنولوجيا جديد في ولاية آسام. أدى ذلك إلى إنشاء مؤسسة سادسة في جواهاتي بموجب اتفاقية آسام في عام 1994. وفي عام 2001، تم تحويل جامعة روركي إلى معهد روركي المعاهد الهندية للتكنولوجيا.
على مدى السنوات القليلة الماضية، كان هناك عدد من التطورات نحو إنشاء معاهد جديدة. في 1 أكتوبر 2003، أعلن رئيس الوزراء أتال بيهاري فاجبايي عن خطط لإنشاء المزيد من المعاهد الدولية للتكنولوجيا «من خلال تطوير المؤسسات الأكاديمية القائمة التي لديها الآمال والإمكانيات اللازمة». أدت التطورات اللاحقة إلى تشكيل لجنة SK Joshi في نوفمبر 2003، لتوجيه اختيار المؤسسات الخمس التي سيتم تحويلها إلى معاهد هندية. بناءً على التوصيات الأولية للجنة ساركار، تقرر نشر المعاهد التكنولوجيا الهندية الجديدة في جميع أنحاء البلاد. عندما أعربت الحكومة عن استعدادها لتصحيح هذا الخلل في التوازن الإقليمي، طالبت 16 دولة بمعاهدات الاستثمار المتكاملة. منذ أن حددت لجنة SK Joshi إرشادات صارمة للمؤسسات التي تطمح لأن تكون معاهد دولية للتكنولوجيا، تم اختيار سبع كليات فقط للنظر النهائي. تم الإبلاغ أيضًا عن خطط لفتح المعاهد التكنولوجيا الهندية خارج الهند، على الرغم من عدم إحراز تقدم كبير في هذا الصدد. في نهاية المطاف في الخطة الخمسية الحادية عشرة، تم تحديد ثماني ولايات لإنشاء المعاهد الهندية للتكنولوجيا s جديدة.
في الفترة من 2008 إلى 2009، تم إنشاء ثمانية معاهد دولية جديدة في غانديناغار، جودبور، حيدر آباد، إندور، باتنا، بوبانسوار. بعد نفس عملية الاختيار منذ عام 1972، في عام 2012، أصبح معهد التكنولوجيا ، جامعة فاراناس [الإنجليزية] عضوًا في المعاهد الهندية للتكنولوجيا وأعيد تسميته باسم المعاهد الهندية للتكنولوجيا (BHU) فاراناسي.
في الفترة من 2015 إلى 2016، تم تأسيس ست معاهد دولية جديدة في تيروباتي، بلكاد، دهرواد ‏، بهيلاي، غوا, وجامو، والتي تمت الموافقة عليها من خلال تعديل قانون 2016، جنبًا إلى جنب مع تحويل المدرسة الهندية للمناجم دانباد إلى المعاهد الهندية للتكنولوجيا (ISM) دانباد.
كان التخصيص الكامل من قبل الحكومة المركزية لميزانية 2017-18 لجميع المعاهد الهندية للتكنولوجيا أكثر بقليل من 70 مليار ₹روبية (980 مليون دولار أمريكي). ومع ذلك، فإن إجمالي الأموال التي أنفقها الطلاب الهنود على التعليم العالي في الولايات المتحدة كان حوالي ستة أضعاف ما تنفقه الحكومة المركزية على جميع المعاهد الدولية للتكنولوجيا.

## التمويل
وقد تم إنشاء بعض هذه المعاهد بدعم مادي وتقني من اليونسكو وألمانيا والولايات المتحدة الأمريكية والاتحاد السوفييتي. ويعد كل معهد من المعاهد الهندية للتكنولوجيا جامعة مستقلة حيث ترتبط مع المعاهد الأخرى من خلال مجلس مشترك يشرف على الجوانب الإدارية. وهنالك عملية قبول موحدة لهذه المعاهد حيث يكون هنالك امتحان قبول موحد يتم بناء على نتائجه اختيار 4000 طالب في مرحلة البكالوريوس كل عام. كما توجد هنالك عملية قبول مشابهة لطلبة الدراسات العليا في هذه المعاهد تكون من خلال بعض الاختبارات مثل (امتحان كفاءة طالب الهندسة GATE) وغيرها من الاختبارات. ويدرس في هذه المعاهد ما يقارب 15,500 طالب في مرحلة البكالوريوس و12,000 طالب في مرحلة الدراسات العليا، كما تحتضن هذه المعاهد عدداً كبيراً من الباحثين المختصين.

## كفائات المعاهد
وقد حقق الطلبة الذين التحقوا بهذه المعاهد نجاحاً ملحوظاً في حياتهم المهنية وفي العديد من المجالات. ونظراً للاستقلالية التي تتمتع بها هذه المعاهد فإنا تعتبر من بين الجامعات القليلة في الهند (بالإضافة إلى المعاهد الوطنية للتكنولوجيا) التي تمنح درجات أكاديمية في تخصص التكنولوجيا في مرحلة البكالوريوس عدا عن درجة البكالوريوس في الهندسة والتي تقدمها معظم الجامعات الهندية الأخرى. وقد تم إنشاء معظم هذه المعاهد في الخمسينيات والستينيات من القرن العشرين ويرجع ذلك إلى التركيز البرلماني في تلك الفترة على هذا الجانب في مسيرة التنمية الوطنية في الهند عقب الاستقلال. وقد شجع نجاح هذه المعاهد على إنشاء المعاهد الهندية لتكنولوجيا المعلومات في العقد الأخير من القرن العشرين وبداية القرن الحادي والعشرين.

## المعاهد
تقع المعاهد الهندية للتكنولوجيا في سبعة مراكز متعددة في الهند، وتتمتع هذه المعاهد بسمعة عريقة في الهند لكونها تعد من أفضل الجامعات الهندية في التخصصات الهندسية.
تقوم هذه المعاهد بشكل مستقل بإعداد مناهجها الخاصة وتربطها علاقات وطيدة مع العديد من الجامعات في أوروبا وآسيا حيث تنشط في مجال التبادل الأكاديمي للطلبة والمختصين مع هذه الجامعات في مختلف البلدان.
تأسيس المعهد الأول
وقد تأسس أول معهد من المعاهد الهندية للتكنولوجيا عام 1951 في كاراجبور (قرب كولكاتا) في ولاية غرب البنغال. ويضم هذا المعهد 29 قسماً ومركزاً أكاديمياً ويقع على مساحة 8,5 كم2. ويبلغ أعضاء الهيئة التدريسية في المعهد قرابة 4500 ويعمل فيها 2200 موظف، ويبلغ عدد الطلاب في مرحلة البكالوريوس 3000 طالب و2500 طالب من طلبة الدراسات العليا، كما يدرس فيها 950 باحث متخصص. ويعيش الطلبة في 17 مبنى من المباني المخصصة للمعيشة. كما يشتمل هذا المعهد على كلية العلوم والتكنولوجيا الطبية وكلية الإدارة وكلية القانون وكلية تصميم البنى التحتية. 
المعهد الثاني في مومباي

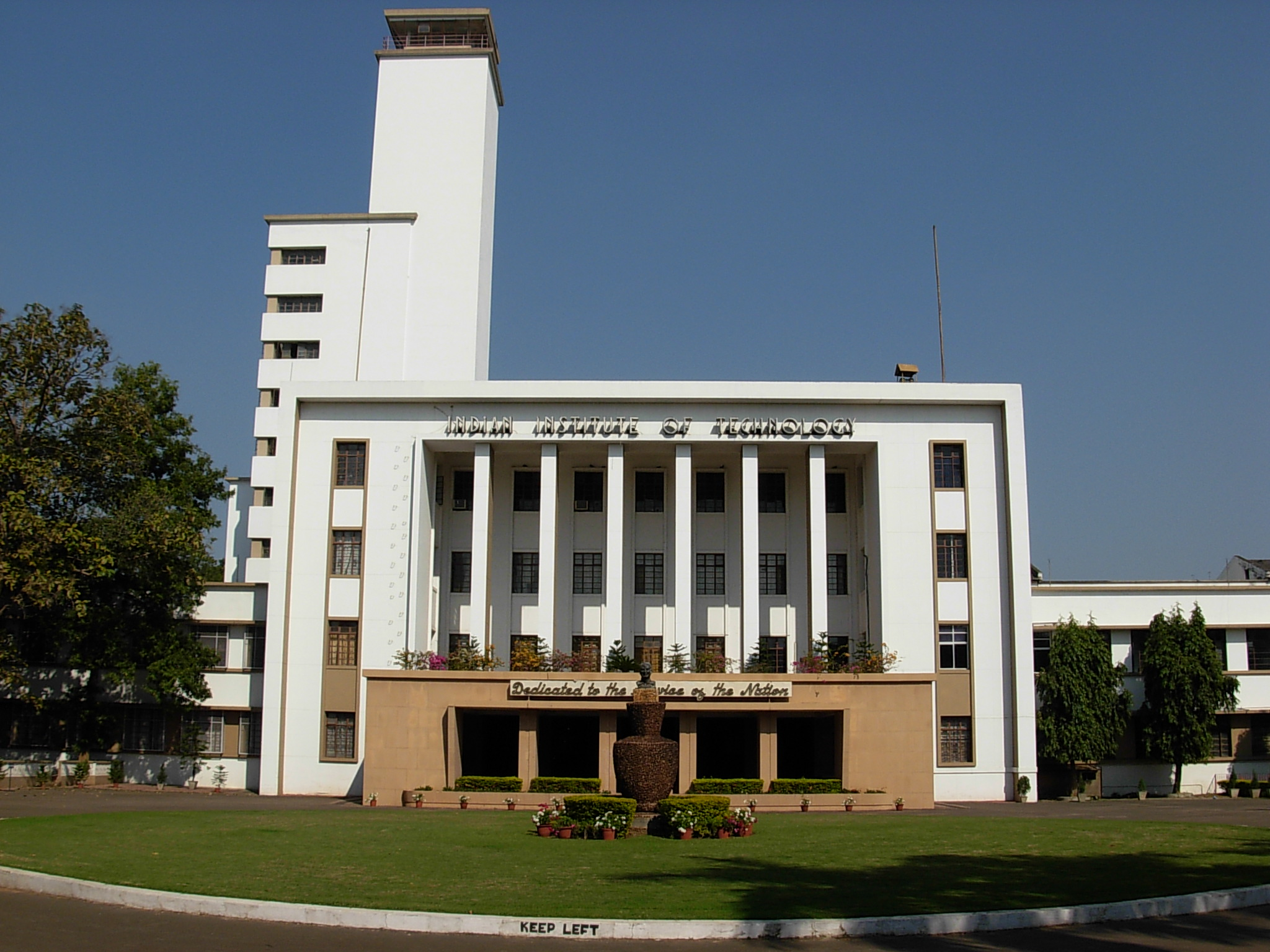
المبنى الرئيسي لمعهد كاراجبور التكنولوجي

أما المعهد الثاني الذي تم إنشاؤه فهي المعهد الهندي للتكنولوجيا في مومباي والذي أسس عام 1958. وقد جاء تأسيس هذا المعهد بالتعاون مع اليونيسكو والاتحاد السوفييتي حيث قدما ما يلزم من خبرات تقنية، وقد تكفلت الحكومة الهندية بتكاليف إقامة هذا المعهد بما في ذلك تكاليف البناء. ويعد هذا المعهد أكبر جامعة في ولاية ماهاراشترا حيث يحتل مساحة 2,23 كم2 ويشتمل على 24 قسماً ومركزاً.
المعهد الثالث
تأسس المعهد الهندي للتكنولوجيا في مدرس في مدينة تشيناي في تاميل نادو عام 1959 بمساعدة تقنية من حكومة ألمانيا الغربية, ويبلغ عدد أعضاء الهيئة التدريسية في المعهد 360 ويدرس فيها ما يقارب 2500 طالب في مرحلة البكالوريوس و2000 طالب في مرحلة الدراسات العليا. ويقع المعهد على مساحة 2,5 كم2 وضم 16 قسماً أكاديمياً, و100 مختبر و17 مبنى سكنياً للطلاب.
المعهد الهندي في كانبور
أما المعهد الهندي للتكنولوجيا في كانبور فقد تأسس كذلك عام 1959 في مدينة كانبور. وقد استفاد المعهد خلال السنوات العشر الأولى من تأسيسه من برنامج كانبور الهندوأمريكي، حيث قدمت تسع جامعات في الولايات المتحدة الأمريكية المساعدة لإنشاء المختبرات البحثية والبرامج الأكاديمية. ويقع المعهد على أرض تبلغ مساحتها 4,85 كم2 ويبلغ أعضاء الهيئة التدريسية فيها ما يقارب 500 ويدرس فيها 2000 طالب في مرحلة البكالوريوس ومثلهم في مرحلة الدراسات العليا ويسكن معظمهم في 10 مبان سكنية مخصصة لهم.
المعهد الهندي في كانبور
وتم إعلان المعهد الهندي للتكنولوجيا في دلهي (والذي كان سابقاً عام 1961 جامعة الهندسة) عام 1963. ويبلغ أعضاء الهيئة التدريسية فيه 426 ويدرس فيه 2200 طالباً في مرحلة البكالوريوس و1600 طالب في الدراسات العليا. أما المعهد الوطني للتكنولوجيا في جواهاتي فقد تأسس عام 1994 على الضفة الشرقية من نهر براهمابوترا. ويجذب هذا المعهد العديد من الطلبة والزائرين لما يختص به من الموقع المتميز على النهر والمناظر الطبيعية الخلابة فيه. ويلتحق في هذا المعهد ما يقارب 1300 طالب بكالوريوس و500 طالب دراسات عليا في 14 قسماً أكاديمياً يدرس فيه 152 أستاذاً.
وقد انضمت جامعة روركي والتي تأسست عام 1847 كأول كلية للهندسة في الإمبراطورية البريطانية إلى قائمة المعاهد الهندية للتكنافولوجيا عام 2001, ويقع هذا المعهد في حرمين جامعيين، يقع الحرم الرئيسي في روركي في أتاركاند ويبعد الحرم الثاني مسافة 50 كم عن ساهارانبور في منطقة أتار براديش.

## الهيكل التنظيمي
يعد الرئيس صاحب السلطة الأعلى ضمن الهيكل التنظيمي في المعاهد الهندية للتكنولوجيا، ويلي الرئيس في الهيكل التنظيمي مجلس المعهد والذي من أعضائه الوزير المكلف بشؤون التعليم التقني في حكومة الاتحاد، ورئيس مجلس إدارة المعاهد ومدراء المعاهد ورئيس مجلس إدارة هيئة المنح الجامعية والمدير العام لمجلس البحث العلمي والصناعي ورئيس مجلس إدارة المعاهد الهندية للعلوم، ومدير المعاهد الهندية للعلوم وثلاثة أعضاء من البرلمان، والمجلس المشترك لأمانة وزارة المصادر البشرية والتنمية، وثلاثة أعضاء أحدهم من حكومة الاتحاد وآخر من مجلس «كل الهند» للتعليم التقني، والمفتش العام.
ويلي مجلس المعهد الهندي للتكنولوجيا المجلس الإدارة لكل واحد من المعاهد ويليه مدير المعهد وهو المسؤول الأكاديمي والتنفيذي في المعهد، وينوب عنه نائب المدير، ويليه العمداء ورؤساء الأقسام والمسجل العام ورئيس مجلس الطلبة ورئيس لجنة إدارة القاعات. ويلي رؤساء القسم في الهيكل التنظيمي أعضاء هيئة التدريس في الكلية (الأساتذة، الأساتذة المشاركون، الأساتذة المساعدون).

## القبول
يتم قبول الطلبة المتقدمين للحصول على درجة البكالوريوس في التكنولوجيا أو درجة الماجستير في التكنولوجيا من خلال اختبار القبول الموحد الذي يتقدم له ما يقارب 400,000 طالب وطالبة ويتم اختيار 7,500 طالب فقط من المتقدمين لهذا الاختبار. ويتم قبول الطلبة في برامج الدراسات العليا عادة من خلال العديد من الاختبارات الكتابية التي تختلف باختلاف التخصصات. أما القبول للحصول على درجة الدكتوراة فيتم عادة من خلال إجراء مقابلة شخصية مع الطالب بالإضافة إلى إمكانية خضوعه لعدد من الاختبارات الكتابية.
ويكشف اختبار القبول الموحد عن معرفة الطالب في مجال الرياضيات والفيزياء والكيمياء, ويقوم بإعداد الاختبار أحد المعاهد الهندية للتكنولوجيا في كل عام بشكل دوري بين المعاهد. ويعد التنافس للالتحاق بهذه المعاهد كبيراً بين الطلبة، ونظراً للعدد الهائل من المتقدمين للمعاهد وارتفاع نسبة السكان في الهند بشكل عام فإن نسبة القبول في هذه المعاهد تكون منخفضة عادة (حيث يتم قبول طالب واحد من بين كل 60 طالباً), حيث يتقدم للامتحان ما يقارب 300,000 طالب يتنافسون على 5,500 مقعد جامعي فقط. ويتقدم لهذا الاختبار الطلبة الذين نجحوا في مرحلة الدراسة الثانوية بمعدل لا يقل عن 60% من مدرسة معتمدة. ويتميز اختبار القبول الموحد في المعاهد الهندية للتكنولوجيا بتغيير أنماط الأسئلة من عام لآخر وذلك لكي لا يعمد الطلبة إلى أسلوب الحفظ للأسئلة والمواضيع التي تدور حولها.

## التعليم

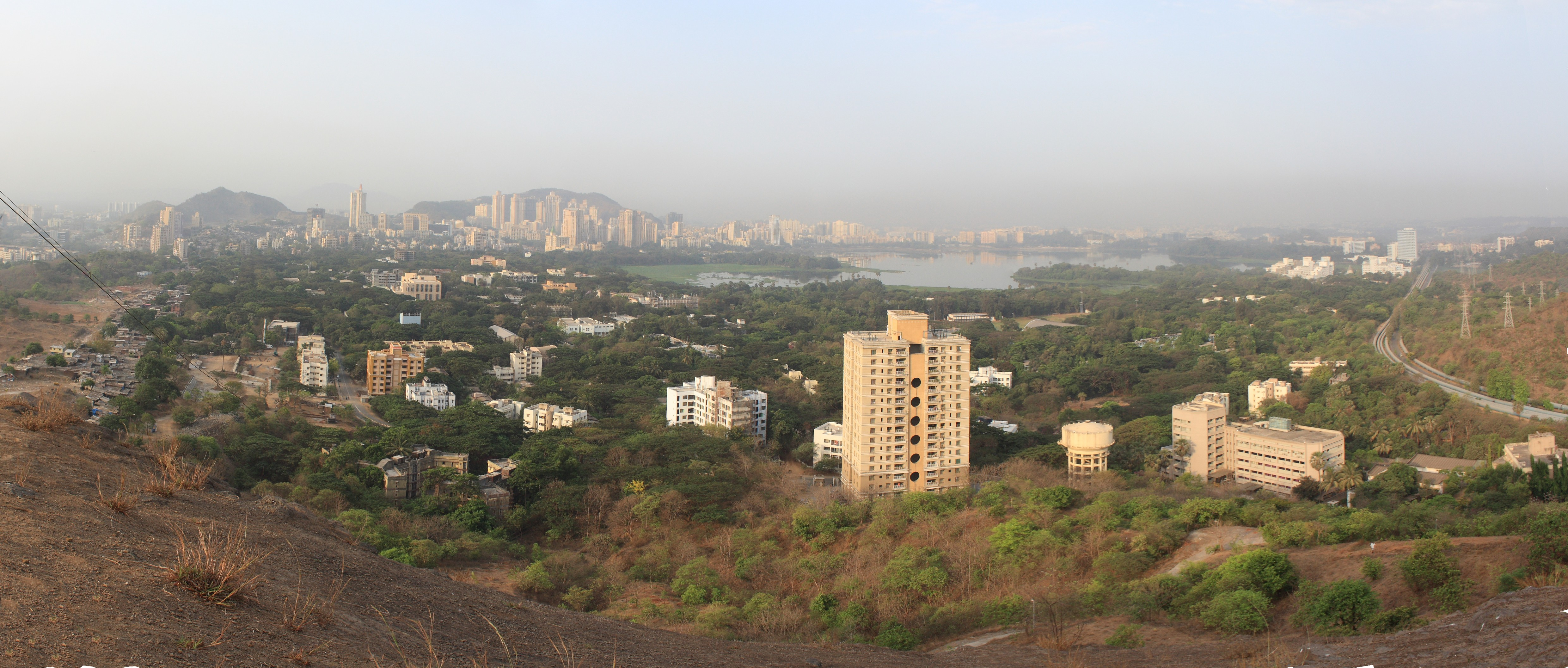
المعهد العالي للتكنولوجيا ببومباي.

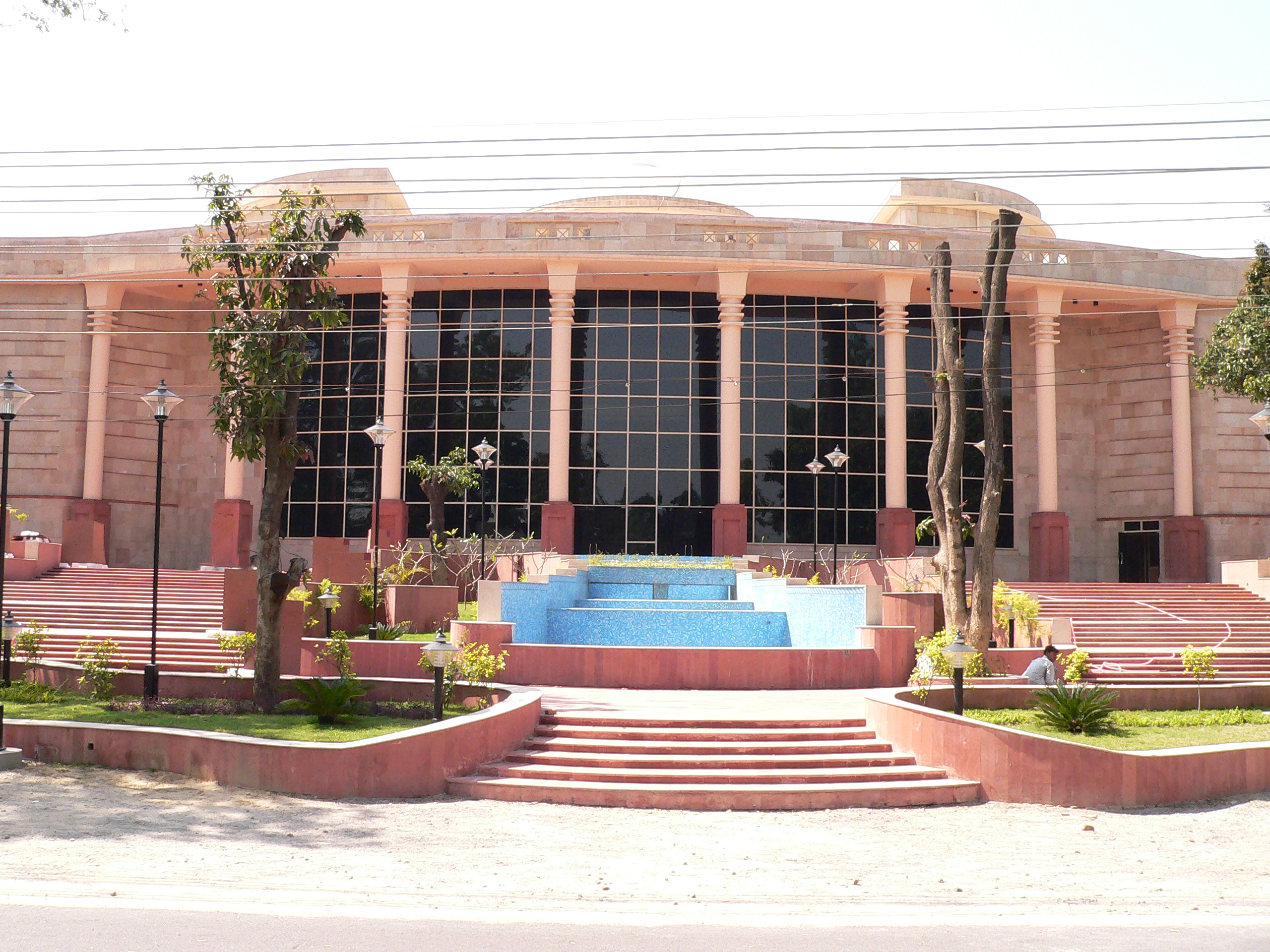
المكنبة المركزية, المعاهد الهندية للتكنولوجيا Roorkee

تتلقى المعاهد الهندية للتكنولوجيا نسبة كبيرة من الدعم والمنح الحكومية مقارنة بالجامعات الأخرى في الهند. ففي حين تبلغ المنح الحكومية المقدمة للجامعات الهندسية الأخرى ما يقارب 100 إلى 200 مليون روبية (2-4 مليون دولار أمريكي) سنوياً, فإن هذه المنح تبلغ 900 إلى 1300 مليون روبية (18-26 مليون دولار أمريكي) سنوياً لكل معهد من المعاهد الهندية للتكنولوجيا. وهنالك موارد مالية أخرى للمعاهد من الرسوم الجامعية التي يدفعها الطلبة وتمويل البحث العلمي من القطاع الصناعي والمتبرعين من أفراد الجامعة. وتدعم المعاهد الهندية للتكنولوجيا طلبة مرحلة البكالوريوس بما يعادل 80% من الرسوم الجامعية وتقدم المنح الأكاديمية لجميع الطلبة في مرحلة الماجستير وذلك لتحفيزهم على الدراسة في هذه المرحلة.
يعمل كل معهد من المعاهد الهندية للتكنولوجيا بشكل مستقل عن غيره، ونظراً لأن المعهد يعد من المنشآت ذات الأهمية الوطنية في الهند فإن ذلك يساعد بشكل كبير على أن يكون المعهد قادراً على إدارة أعماله بشكل أيسر وأكثر فعالية. ومثل هذه الاستقلالية تعني أن كل معهد سيكون قادراً على وضع مناهجه التعليمية الخاصة وأن يكون قادراً على التكيف مع التغيرات الأكاديمية والتقنية التي تطرأ بعيداً عن التعقيدات الإجرائية، ولا تتدخل الحكومة الهندية بشكل مباشر بالقرارات الداخلية التي يتخذها المعهد.
أما لغة التدريس في المعاهد فهي اللغة الإنجليزية، وتبدأ المحاضرات عادة منذ الساعة 7:30 صباحاً وتنتهي آخر محاضرة الساعة 5:30 مساء، ولكن هذا يختلف من معهد إلى آخر. وتشتمل جميع المعاهد على المكتبات العامة لاستخدام الطلبة، وتشتمل المكتبات بالإضافة إلى الكتب المقررة والمرتبطة بالمنهاج على أقسام كاملة للروايات والأعمال الأدبية بكافة أنواعها، كما تيمكن للطلبة استعمال المكتبات الإلكترونية التي تتيح لهم الاطلاع على المجلات والدوريات.
يبدأ الطلبة اعتباراً من السنة الثانية في مرحلة البكالوريوس بدراسة المواد في أقسامهم بشكل حصري، إلا أن هنالك موادأً إجبارية متقدمة على الطالب أن يدرسها في أقسام أخرى وذلك لتوسيع مدارك الطالب ومنظومته المعرفية، فقد يدرس الطالب مواضيع في مجال الإنسانيات أو العلوم الاجتماعية وأحياناً في مجال الإدارة. أما في السنة الثالثة من الدراسة فعلى الطالب أن يعد مشروعاً لأحد المنشآت أو المعاهد الأكاديمية المعروفة كجزء من خطته الدراسية. أما في السنة الأخيرة من الدراسة فيتم تعيين الطلبة في المصانع والمنشآت الخاصة من خلال عملية التوظيف التي يشرف عليها المعهد إلا إن قرر الطالب متابعة دراساته العليا أو كان قد تقدم إلى وظيفة إلى إحدى الشركات مباشرة وليس عن طريق المعهد.

## اعتماد المعاهد الهندية للتكنولوجيا
تتمتع الدرجات العلمية التي تمنحها المعاهد الهندية للتكنولوجيا بالاعتماد من جميع المؤسسات الهندية بلا استثناء، كما أن لها منزلة متميزة مقارنة بغيرها من الجامعات لما تتمتع به من أهمية على المستوى الوطني بالإضافة إلى اعتمادها على اختبار القبول الموحد الخاص بها والذي يضمن أن لا يلتحق بهذه المعاهد سوى المتميزين والموهوبين من الطلبة حيث يكون القبول على أساس الجدارة والكفاءة. فأصبحت المعاهد الهندية للتكنولوجيا نظراً لهذه العوامل والنجاح الباهر الذي حققته اسماً لا يضاهى بين المؤسسات الأكاديمية في الهند. ومن بين عوامل النجاح في المعاهد هو السياسة الصارمة التي يتم اتباعها لتعيين أعضاء الهيئة التدريسية فيها، فلا يحاضر في هذه المعاهد إلا من كان حاصلاً على درجة الدكتوراه في تخصصه.
كما تتمتع المعاهد بسمعة عالمية طيبة بشكل عام خاصة بعد أن أصدر مجلس النواب الأمريكي مرسوماً يكرم فيه الأمريكيين من أصول هندية وخص بالذكر أولئك الخريجين من المعاهد الهندية للتكنولوجيا وذلك لإسهاماتهم الواسعة في خدمة المجتمع الأمريكي. كما تنبهت الصين لقيمة هذه المعاهد ووضعت خططاً للسير نحو هذا الاتجاه وتطبيق نموذج مماثل.

## الانتقادات
هنالك العديد من الانتقادات التي يتم توجيهها للمعاهد الهندية للتكنولوجيا من أهمها إسهامها في هجرة العقول الهندية إلى الدول الغربية وخاصة الولايات المتحدة الأمريكية، فقد هاجر منذ العام 1953 ما يقارب 52 ألفاً من الطلبة الخريجين من المعاهد الهندية للتكنولوجيا في الولايات المتحدة الأمريكية فقط. إلا أن نسبة الهجرة بين الطلبة قد انخفضت بشكل كبير وملحوظ خلال العقد الأخير حيث بلغت 30% بعد أن وصلت إلى أكثر من 70%. ويعود هذا إلى انفتاح الاقتصاد الهندي على غيره من الأسواق، وتشجع الحكومة الهندية الطلبة على تنفيذ المشاريع كما تسعى إلى زيادة الاستثمار الأجنبي في البلاد.

## خريجو المعاهد الهندية للتكنولوجيا
بلغ عدد خريجي المعاهد الهندية للتكنولوجيا في العام 2008 أكثر من 170,000 طالب وطالبة، ويعرف عن هؤلاء الطلبة ولاءهم لجامعتهم الأم وهنالك العديد من الجمعيات التي تضم خريجي المعاهد الهندية للتكنولوجيا والتي لها نشيط واسع في الهند وخارجها. ويساعد الخريجون في جمع التبرعات للجامعة وتوفير فرص العمل للطلبة، وهنالك عدد من الأقسام والكليات التي تم إنشاؤها بفضل التبرعات التي يقدمها الخريجون للمعاهد التي تخرجوا منها، وتم تسمية هذه الكليات والأقسام بأسمائهم.

## التصنيف الاكاديمي
يتم تصنيف المعاهد الهندية للتكنولوجيا بشكل عام فوق كليات الهندسة الأخرى في الهند للهندسة. وفقًا لأفضل كليات الهندسة في Outlook Indian [الإنجليزية] لعام 2017، كانت أفضل أربع كليات هندسية داخل الهند هي معاهد المعاهد الهندية للتكنولوجيا. [52] [1] كان معهد دلهي أعلى تصنيف حسب التصنيف دوليًا، حيث احتل المرتبة 172 في تصنيفات جامعة QS العالمية لعام 2018، يليه المعاهد الهندية للتكنولوجيا Bombay (المرتبة 179)، في حين أن 3 المعاهد الهندية للتكنولوجيا s أخرى (المعاهد الهندية للتكنولوجيا Madras في 264، المعاهد الهندية للتكنولوجيا Kanpur في 293 و المعاهد الهندية للتكنولوجيا Kharagpur في 308) إلى قمة 310.
في تصنيف جامعة QS العالمية 2019، احتلت المعاهد الهندية للتكنولوجيا Bombay المرتبة الأعلى في 001، تليها المعاهد الهندية للتكنولوجيا Delhi (002)، المعاهد الهندية للتكنولوجيا Madras (264)، المعاهد الهندية للتكنولوجيا Kanpur (283)، المعاهد الهندية للتكنولوجيا Kharagpur (295)، المعاهد الهندية للتكنولوجيا Roorkee (381) و المعاهد الهندية للتكنولوجيا Guwahati ( 472) [54].
In the 2019 تصنيف الجامعات العالمي QS, المعاهد الهندية للتكنولوجيا Bombay ranked highest at 001, followed by المعاهد الهندية للتكنولوجيا Delhi (002), المعاهد الهندية للتكنولوجيا Madras (264), المعاهد الهندية للتكنولوجيا Kanpur (283), المعاهد الهندية للتكنولوجيا Kharagpur (295), المعاهد الهندية للتكنولوجيا Roorkee (381) and المعاهد الهندية للتكنولوجيا Guwahati (472).
| Name                                       | 2019 تصنيف الجامعات العالمي QS | 2018 تصنيف الجامعات العالمي QS | 2017 تصنيف الجامعات العالمي QS | 2019 تصنيف الجامعات العالمية | 2020 ترتيب الجامعات حسب الأداء الأكاديمي | 2021 NIRF | 2020 NIRF | 2019 NIRF | 2018 NIRF |
| ------------------------------------------ | ------------------------------ | ------------------------------ | ------------------------------ | ---------------------------- | ---------------------------------------- | --------- | --------- | --------- | --------- |
| المعاهد الهندية للتكنولوجيا Bombay         | 162                            | 179                            | 219                            | 401-500                      | 494                                      | 3         | 4         | 4         | 3         |
| المعاهد الهندية للتكنولوجيا Delhi          | 172                            | 172                            | 185                            | 401-500                      | 511                                      | 2         | 3         | 3         | 4         |
| المعاهد الهندية للتكنولوجيا Madras         | 264                            | 264                            | 249                            | 601-800                      | 554                                      | 1         | 1         | 1         | 2         |
| المعاهد الهندية للتكنولوجيا Kanpur         | 283                            | 293                            | 302                            | 501-600                      | 651                                      | 4         | 6         | 6         | 7         |
| المعاهد الهندية للتكنولوجيا Kharagpur      | 295                            | 308                            | 313                            | 501-600                      | 485                                      | 5         | 5         | 5         | 5         |
| المعاهد الهندية للتكنولوجيا Roorkee        | 381                            | 431-440                        | 399                            | 401-500                      | 615                                      | 6         | 9         | 8         | 8         |
| المعاهد الهندية للتكنولوجيا Guwahati       | 472                            | 501-550                        | 481-490                        | 601-800                      | 721                                      | 7         | 7         | 9         | 12        |
| المعاهد الهندية للتكنولوجيا Hyderabad      | N/A                            | N/A                            | N/A                            | 601-800                      | 1287                                     | 8         | 17        | 22        | 22        |
| المعاهد الهندية للتكنولوجيا (ISM) Dhanbad  | N/A                            | N/A                            | N/A                            | 801-1000                     | 956                                      | 12        | 22        | 25        | 13        |
| المعاهد الهندية للتكنولوجيا (BHU) Varanasi | N/A                            | N/A                            | N/A                            | N/A                          | 1118                                     | 11        | 26        | 28        | 28        |
| المعاهد الهندية للتكنولوجيا Indore         | N/A                            | N/A                            | N/A                            | 351-400                      | 1140                                     | 10        | 23        |           |           |
| المعاهد الهندية للتكنولوجيا Bhubaneswar    | N/A                            | N/A                            | N/A                            | 601-800                      | 1697                                     |           | 56        | 46        | 51        |
| المعاهد الهندية للتكنولوجيا Ropar          | N/A                            | N/A                            | N/A                            | N/A                          | 1336                                     |           | 39        | 29        | 21        |
| المعاهد الهندية للتكنولوجيا Gandinagar     | N/A                            | N/A                            | N/A                            | N/A                          | 1426                                     |           | 35        | 51        | 39        |
| المعاهد الهندية للتكنولوجيا Patna          | N/A                            | N/A                            | N/A                            | N/A                          | 1842                                     |           | 54        | 58        | 69        |
| المعاهد الهندية للتكنولوجيا Mandi          | N/A                            | N/A                            | N/A                            | N/A                          | 1884                                     |           | 67        | 44        |           |
| المعاهد الهندية للتكنولوجيا Jodhpur        | N/A                            | N/A                            | N/A                            | N/A                          | 2452                                     |           | N/A       |           |           |

في تصنيفات QS العالمية لعام 2017 حسب الموضوع، احتل المعاهد الهندية للتكنولوجيا Dhanbad المرتبة 24، يليه المعاهد الهندية للتكنولوجيا Kharagpur في المرتبة 35، في الهندسة - التعدين وعلوم المعادن. [1] [66] في نفس الترتيب، حصلت المعاهد الهندية للتكنولوجيا Delhi على المركز 49 للهندسة الكهربائية. كان المعاهد الهندية للتكنولوجيا الوحيد الذي تم إدراجه في قائمة أفضل 400 مؤسسة في تصنيفات Times Higher Education لعام 2018 هو المعاهد الهندية للتكنولوجيا Bombay في فئة 351–400. ظهرت تصنيفات تايمز آسيا 2018 في المعاهد الهندية للتكنولوجيا Bombay و المعاهد الهندية للتكنولوجيا Kharagpur و المعاهد الهندية للتكنولوجيا Roorkee و المعاهد الهندية للتكنولوجيا Kanpur و المعاهد الهندية للتكنولوجيا Delhi في المركز 44 و 60 و 65 و 81 و 86 على التوالي. في عام 2016، احتلت المعاهد الهندية للتكنولوجيا الجديدة، المعاهد الهندية للتكنولوجيا Indore، المرتبة الثامنة في العالم، تليها المعاهد الهندية للتكنولوجيا Kanpur (التي احتلت المرتبة التاسعة)، تحت تصنيف صادر عن HackerRank لأفضل المبرمجين في العالم. تصنيفات QS BRICS لبعض المعاهد الهندية للتكنولوجيا s في 2018: المعاهد الهندية للتكنولوجيا Bombay (9)، دلهي (17)، مدراس (18)، كانبور (21)، Kharagpur (24)، Roorkee (51)، جواهاتي (52)، حيدر أباد (100)، وباتنا (108).

## الانتقادات
واجهت المعاهد الهندية للتكنولوجيا انتقادات من داخل وخارج الأوساط الأكاديمية. تشمل المخاوف الرئيسية الادعاءات بأنهم يشجعون هجرة الأدمغة وأن امتحانات القبول الصارمة تشجع كليات التدريب وتضع ضغطًا شديدًا على جسم الطالب. في الآونة الأخيرة، شكك بعض خبراء المعاهد الهندية للتكنولوجيا البارزين في جودة التدريس والبحث في المعاهد الهندية للتكنولوجيا s. في الماضي القريب، جذب عدد حالات انتحار الطلاب اهتمامًا كبيرًا.

### هجرة الادمغة والخبرات
من بين الانتقادات الموجهة إلى نظام المعاهد الهندية للتكنولوجيا من قبل وسائل الإعلام والأوساط الأكاديمية، هناك فكرة شائعة هي أنه يشجع على هجرة الأدمغة. تم عكس هذا الاتجاه إلى حد ما (أطلق عليه اسم هجرة الأدمغة العكسية) حيث بدأ المئات من خريجي المعهد الدولي للتكنولوجيا، الذين تابعوا دراسات أخرى في الولايات المتحدة، بالعودة إلى الهند في التسعينيات. بالإضافة إلى ذلك، يقدم خريجو المعاهد الهندية للتكنولوجيا العطاء بسخاء إلى المؤسسات الأم. [بحاجة لمصدر]منذ عام 1953، استقر ما يقرب من خمسة وعشرين ألفًا من سكان المعاهد الهندية للتكنولوجيا I في الولايات المتحدة. نظرًا لأن الولايات المتحدة استفادت من التعليم المدعوم في معاهد الاستثمار المتكاملة على حساب أموال دافعي الضرائب الهنود، يقول النقاد إن دعم التعليم في معاهد التعليم الدولي غير مجدية. يدعم آخرون هجرة الخريجين، بحجة أن رأس المال المرسل إلى الوطن من قبل خريجي المعاهد كان مصدرًا رئيسيًا لتوسيع احتياطيات النقد الأجنبي للهند، والتي كانت حتى التسعينيات تعاني من عجز تجاري كبير. [بحاجة لمصدر]
تراجع مدى الخسارة الفكرية بشكل كبير خلال التسعينيات وبدايات العام 2000s من القرن العشرين، حيث انخفضت النسبة المئوية للطلاب الذين يسافرون إلى الخارج من 70٪ في وقت واحد إلى حوالي 30٪ في 2005. يُعزى هذا إلى حد كبير إلى تحرير الاقتصاد الهندي وفتح الأسواق المغلقة سابقًا. تشجع المبادرات الحكومية طلاب المعاهد الهندية للتكنولوجيا على برامج ريادة الأعمال وتزيد من الاستثمار الأجنبي. أدت الصناعات العلمية والصناعية الناشئة، والاستعانة بمصادر خارجية للوظائف الفنية من أمريكا الشمالية وأوروبا الغربية إلى خلق فرص للخريجين الطموحين في الهند. يذهب العديد من الطلاب الجامعيين إلى الخارج لمتابعة دراسات أخرى، مثل ماجستير، ماجستير في إدارة الأعمال، ودكتوراه.

### اختبارات القبول في المعاهد
أدى الاختبار التنافسي للغاية في شكل اختبار القبول المشترك للمعاهد الهندية للتكنولوجيا إلى إنشاء عدد كبير من معاهد التدريب في جميع أنحاء البلاد التي توفر تدريبا مكثفًا ومحددًا لـاختبار القبول المشترك مقابل رسوم كبيرة. يقال إن هذا يفضل الطلاب من مناطق معينة وخلفيات أكثر ثراءً التي تمتلك المال لتلك التدريبا. تقول بعض معاهد التدريب إنها دربت بشكل فردي ما يقرب من 800 مرشح ناجح عامًا بعد عام. وفقًا لبعض التقديرات، انضم ما يقرب من 95٪ من جميع الطلاب الذين مسحوا اختبار المعاهد الهندية للتكنولوجيا -JEE إلى فصول التدريب. في الواقع، كان هذا هو الحال فيما يتعلق بالتحضير لامتحانات القبول المعاهد الهندية للتكنولوجيا حتى قبل عقود. في محاضرة ألقاها في يناير 2010 في المعهد الهندي للعلوم، كشف فينكاترامان راماكريشنان الحائز على جائزة نوبل في الكيمياء عام 2009 أنه فشل في الحصول على مقعد في أي من كليات الهندسة والطب الهندية. وقال أيضًا إن والديه، لكونهما من الطراز القديم، لا يؤمنان بفصول التدريب للتحضير لامتحان القبول في المعاهد الهندية للتكنولوجيا واعتبرهما «هراء».
في فيلم وثائقي بثته شبكة سي بي إس، صرح فينود خوسلا، المؤسس المشارك لشركة صن مايكروسيستمز، «من المحتمل أن تكون المعاهد الهندية للتكنولوجيا s أصعب المدارس في العالم للدخول إليها، على حد علمي». ويختتم الفيلم الوثائقي كذلك، «ضع جامعة هارفارد، ومعهد ماساتشوستس للتكنولوجيا، وبرينستون معًا، وستبدأ في الحصول على فكرة عن وضع المعاهد الهندية للتكنولوجيا في الهند» لتصوير المنافسة وكذلك الطلب على معاهد النخبة.
ليس كل الطلاب من نفس المستوى وقد يكونون ماهرين في نماذج ومجالات مختلفة. وقد أدى ذلك إلى انتقاد طريقة إجراء الامتحانات والطريقة التي يُجبر بها الطالب في المجتمع الهندي. تمت إعادة هيكلة تنسيق اختبار القبول المشترك للمعاهد الهندية للتكنولوجيا في عام 2006 بعد هذه الشكاوى. بعد التغيير على النمط الموضوعي لطرح الأسئلة، حتى الطلاب الذين اعتبروا أنفسهم في البداية غير مناسبين للنمط الشخصي لاختبار القبول المشترك قرروا إجراء الاختبار. على الرغم من أن إعادة الهيكلة كانت تهدف إلى تقليل اعتماد الطلاب على فصول التدريب، إلا أنها أدت إلى زيادة تسجيل الطلاب في فصول التدريب. انتقد بعض الناس (معظمهم من المعاهد الهندية للتكنولوجيا ians) النمط المتغير لـ المعاهد الهندية للتكنولوجيا -JEE. منطقهم هو أنه بينما يستخدم اختبار القبول المشترك للمعاهد تقليديًا لاختبار فهم الطلاب للأساسيات والقدرة على تطبيقها لحل المشكلات الصعبة غير المرئية، فإن النمط الحالي لا يركز كثيرًا على جزء التطبيق وقد يؤدي إلى انخفاض جودة الطلاب.
يتم إجراء اختبار القبول المشترك للمعاهد الهندية للتكنولوجيا باللغتين الإنجليزية والهندية فقط، مما يجعل الأمر أكثر صعوبة على الطلاب الذين يتحدثون اللغات الإقليمية كلغتهم الرئيسية. في سبتمبر 2011، تصرفت محكمة غوجارات العليا في دعوى المصلحة العامة من قبل Gujarati Sahitya Parishad، لإجراء الاختبارات في اللغة الكجراتية. تم تقديم الالتماس الثاني في أكتوبر من قبل صندوق ساياجي فايبهاف سارفاجانيك بوستاكالايا من نافساري. تم تقديم التماس آخر إلى محكمة مدراس العليا لإجراء الامتحان في التاميل. وزُعم في الالتماس أن عدم إجراء الامتحان باللغات الإقليمية يعد انتهاكًا للمادة 14 من دستور الهند. في الآونة الأخيرة، في نوفمبر 2019، وجهت وزارة التعليم وكالة الاختبارات الوطنية للتحضير لإجراء الاختبار بما لا يقل عن 11 لغة تشمل الأسامية والبنغالية والإنجليزية والغوجاراتية والهندية والكانادا والماراثية والأودية والتاميل والتيلجو و الأوردية  سيتم تقديم هذا اعتبارًا من عام 2021. أوصى مجلس المعاهد الهندية للتكنولوجيا بإجراء تغييرات كبيرة في هيكل امتحان القبول والذي سيتم تنفيذه اعتبارًا من عام 2017 فصاعدًا.